# Angyal Béla
Angyal Béla (Gúta, 1958. május 22. –) felvidéki magyar néprajzi gyűjtő, hely- és politikatörténeti szakíró, politikus.

## Élete
1977-ben érettségizett a komáromi magyar tanítási nyelvű gimnáziumban. 1982-ben a prágai Cseh Műszaki Egyetemen szerzett villamosmérnöki oklevelet. Előbb több gútai és komáromi vállalatnál is dolgozott, majd közhivatalokat látott el. Előbb a Magyar Polgári Párt elnökségi tagja, majd a Magyar Koalíció Pártja tagja. Függetlenként indult Gúta polgármesteri székéért.
1994–1998 között Gúta alpolgármestere, 1999-2000 között a Kormányhivatal Kisebbségi Osztályának vezetője, 2000-2002 között a Közbeszerzési Hivatalnál dolgozott mint az elnök irodaigazgatója, 2002-2005 között a Szlovák Mezőgazdasági Minisztériumnál, ahol 2003-tól hivatalvezető lett, illetve 2005-2010 között a Közbeszerzési Hivatal vezetője volt. A Nyitra Megyei Önkormányzat képviselője lett.

## Művei
- 1997 Gúta és környéke 1848–1849-ben
- 1997 Gúta 1945–1949. Dunaszerdahely
- 1999 A remény napjai
- 2001 A csehszlovákiai magyarság anyaországi támogatása a két világháború között. Fórum Társadalomtudományi Szemle, III/1.
- 2002 Érdekvédelem és önszerveződés. Fejezetek a csehszlovákiai magyar pártpolitika történetéből 1918–1938. Galánta-Dunaszerdahely
- 2004 Dokumentumok az Országos Keresztényszocialista Párt történetéhez 1919–1936
- Gúta, 1945–1949; 2. bőv. kiad.; Lilium Aurum, Dunaszerdahely, 2007
- 2010 „...engedjenek népem javára munkálkodni...” Palkovich Viktor életútja ISBN 978-80-970509-0-0
- 2012 Kisalföldi tanyák. Gúta és vonzáskörzetének településnéprajza
- 2012 Aklok, szállások Gútán és környékén a 18–19. században. Fórum Társadalomtudományi Szemle, 2012/1.
- 2012 Az árvíz – Gúta, 1965–1966
- 2014 Gútai nemesek 1. Csallóköz, 2014/33, 21.
- 2017 Dokumentumok az Országos Magyar Kisgazda Földmíves és Kisiparos Párt és a Magyar Nemzeti Párt történetéhez 1920–1936. Fórum Társadalomtudományi Szemle, 2017/2.
- 2017 Dokumentumok az Országos Magyar Kisgazda Földmíves és Kisiparos Párt és a Magyar Nemzeti Párt történetéhez 1920–1936. Fontes Historiae Hungarorum 7. ISBN 978-80-89249-92-3
- A 750 éves Guta. A város története és néprajza az írott források tükrében; Fórum Kisebbségkutató Intézet, Somorja, 2018
- Fejezetek a csehszlovákiai magyar pártpolitika történetéből 1918–1938